# Gnathostomula costata
Gnathostomula costata är en djurart som tillhör fylumet käkmaskar, och som beskrevs av Ehlers 1973. Gnathostomula costata ingår i släktet Gnathostomula och familjen Gnathostomulidae. Inga underarter finns listade i Catalogue of Life.